# Мануель Феррейра
Мануель «Ноло» Феррейра (ісп. Manuel "Nolo" Ferreira, 22 жовтня 1905, Тренке Лаукен — 29 липня 1983, Барселона) — аргентинський футболіст, що грав на позиції нападника.
Виступав за клуби «Естудьянтес» та «Рівер Плейт», а також національну збірну Аргентини. У складі збірної — дворазовий володар Кубка Америки, а також срібний призер Олімпійських ігор 1928 року в Амстердамі та першого чемпіонату світу з футболу 1930 року, на якому він був капітаном збірної Аргентини.

## Клубна кар'єра
Розпочав кар'єру в клубі його рідного міста Тренке Лаукен. У 1924 році перейшов в «Естудьянтес», на що його спонукали брати Хорхе, Сауль і Рікардо Каландра, партнери по команді, які бачили футбольний талант Феррейри. Свій дебютний матч Феррейра зіграв з клубом «Спортіво Альмагро», проте не показав високого рівня гри; йому, однак, довіряли, і незабаром він став одним з найкращих гравців клубу, склавши разом із Алехандро Скопеллі, Альберто Сосаєю, Мігелем Анхелем Лаурі і Енріке Гуайтою знамениту лінію нападу клубу, цих п'ятьох форвардів прозвали «Професорами» (ісп. Los Profesores).

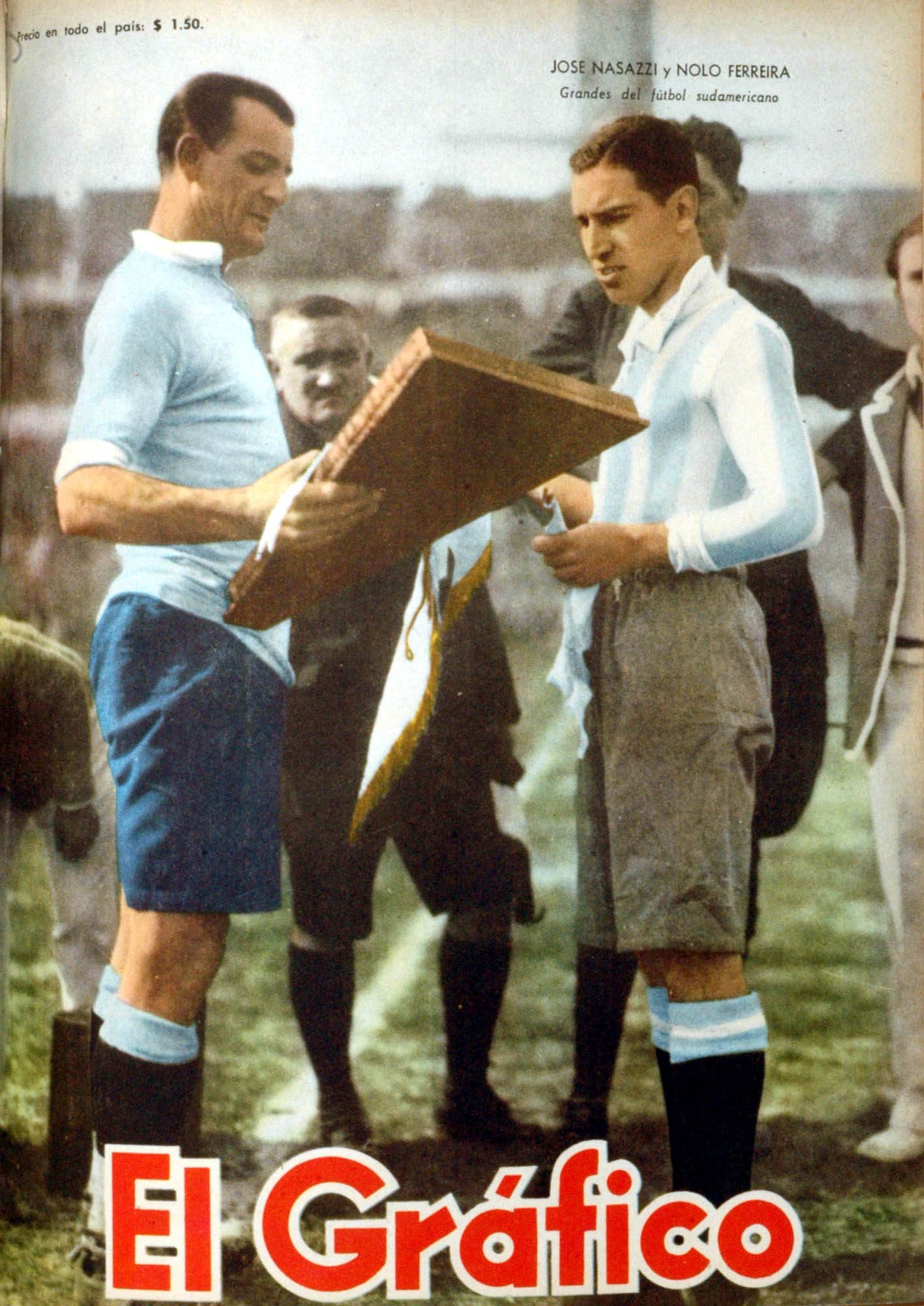
Мануель Феррейра та Хосе Насассі в журналі El Gráfico в 1956 році.

Протягом 1933—1934 років захищав кольори команди клубу «Рівер Плейт», але завершив професійну ігрову кар'єру у рідному клубі «Естудьянтес» в 1936 році, отримавши важку травму меніска. Всього за «студентів» в професійному футболі Феррейра провів 90 матчів і забив 26 голів.

## Виступи за збірну
1927 року дебютував в офіційних матчах у складі національної збірної Аргентини, зігравши того року на чемпіонаті Південної Америки 1927 року у Перу і здобувши того року титул континентального чемпіона. При цьому гол Феррейри на 50-ій секунді матчу проти Перу (5:1) в чемпіонському матчі став найшвидшим в історії турніру.
Він був капітаном команди, яка наступного року виграла срібні медалі на Олімпіаді 1928 року в Амстердамі і срібло першого чемпіонату світу 1930 року в Уругваї. Між цими турнірами Феррейра з командою вдруге виграв континентальну першість, цього разу домашній турнір 1929 року, за результатами якого з трьома голами у трьох матчах був визнаний найкращим гравцем турніру.
На чемпіонат світу 1934 року Феррейра не поїхав, оскільки місце було зайнято Бернабе Феррейрою, а бути запасним гравцем Мануель не хотів. Всього протягом кар'єри у національній команді, яка тривала 4 роки, провів у її формі 21 матч, забивши 11 голів.

## Подальше життя
Після завершення кар'єри гравця, Феррейра працював нотаріусом, був тренером, а також працював радіокоментатором і журналістом аргентинських газет Clarín і El Día.
Помер 29 липня 1983 року на 78-му році від раку у лікарні Барселони, де проживали його діти.
Як данина і на знак визнання його спортивної кар'єри, з 1991 року вулиця в місті Буенос-Айрес носить його ім'я.

## Титули і досягнення
- Чемпіон Південної Америки: 1927, 1929
- Срібний олімпійський призер: 1928
- Віце-чемпіон світу: 1930